# 铁爪鹀科
铁爪鹀科（学名：Calcariidae）为雀形目的一个科，包含3属6个物种，主要分布于欧亚大陆和北美，它们均为迁徙性的，夏季在北极的苔原地区繁殖，冬季迁徙到南方越冬，生活在草原、山地和海滩等多样化的生境中。它们在冬季只以果实和种子为食，而在繁殖季则取食昆虫等陆生无脊椎动物。
本科的大多数物种是单配偶制的，但黄腹铁爪鹀是一个例外，它们是多配偶制的交配系统，一只雄鸟与多只雌鸟交配，雌鸟亦与多只雄鸟交配，每只鸟一个星期内可以交配350次，是鸟类中交配效率最高的物种之一。

## 下级分类
本科包括以下属：

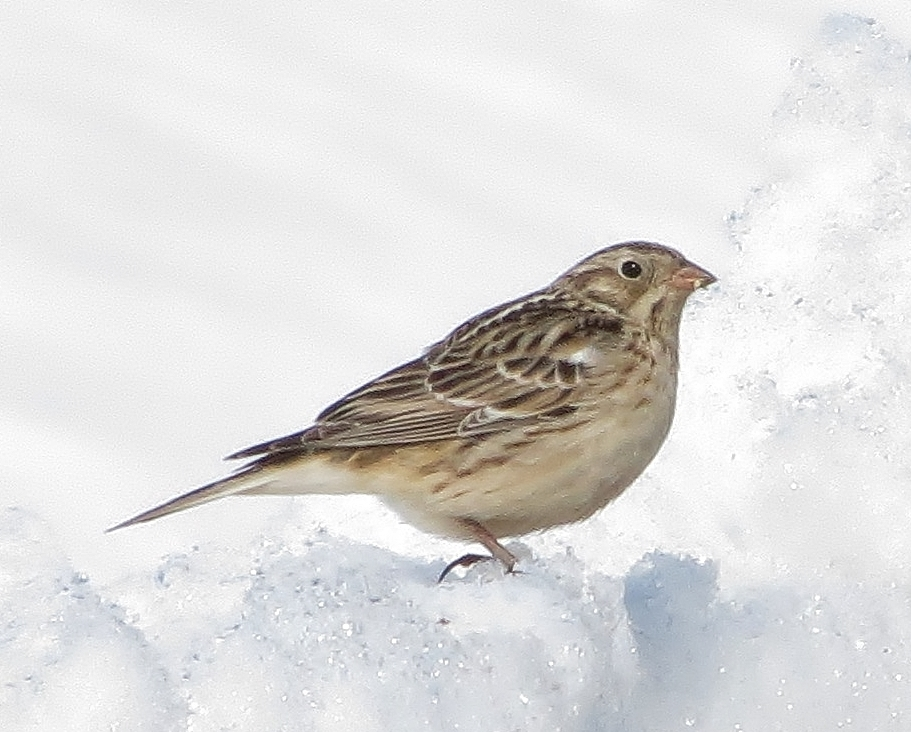
黄腹铁爪鹀（Calcarius pictus）

- 铁爪鹀属 Calcarius Bechstein, 1802
- 雪鹀属 Plectrophenax Stejneger, 1882
- 麦氏铁爪鹀属 Rhynchophanes S.F.Baird, 1858